# Conostigmus schwarzi
Conostigmus schwarzi är en stekelart som först beskrevs av William Harris Ashmead 1893.  Conostigmus schwarzi ingår i släktet Conostigmus och familjen trefåresteklar. Inga underarter finns listade i Catalogue of Life.